# المجلس الوطني البوسني
المجلس الوطني البوسني (بالصربوكرواتية: Bošnjačko nacionalno vijeće, Бошњачко национално вијеће)‏، هو هيئة تمثيلية لأقلية البوشناق البوسنية في صربيا. كانت نواته المجلس الوطني الإسلامي لإقليم السنجق الذي تأسس في 11 مايو 1991، ورئيسه الأول هو سليمان أوغليانين. حمل المجلس اسم المجلس الوطني البوسني للسنجق حتى عام 2003، قبل أن يأخذ اسمه الحالي.